# هیدروژن تلورید
هیدروژن تلورید (به انگلیسی: Hydrogen telluride) با فرمول شیمیایی H2Te یک ترکیب شیمیایی با شناسه پاب‌کم 21765 است. که جرم مولی آن 129.6158 g mol−1 می‌باشد. شکل ظاهری این ترکیب، گاز بی‌رنگ است.